# Alfred Ezra

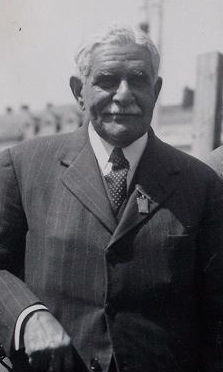
Alfred Ezra

Alfred Aaron David Ezra OBE (* 6. September 1872 in Pune, Indien; † 1. August 1955 in Foxwarren Park, Surrey, England) war ein britischer Vogelzüchter und -halter. Bekanntheit erlangte er durch einen Privatzoo in Foxwarren Park bei Cobham in Surrey, in dem unter anderen die heute möglicherweise ausgestorbene Rosenkopfente gehalten wurde.

## Leben und Wirken
Ezra entstammt einer jüdischen Familie aus Kalkutta. Seine Eltern Elias David und Mozelle Ezra, geborene Sassoon, waren Baumwollexporteure. Ezra wurde privat in Kalkutta unterrichtet und war bereits in seiner Kindheit ein eifriger Vogelsammler. 1912 reiste er auf dem Landweg nach Europa, wo er unter anderem im Pamir und in Turkestan Jagdausflüge unternahm. Indien blieb er jedoch treu und besuchte in späteren Jahren wiederholt seine frühere Heimat. Sein älterer Bruder, David Elias Ezra (1871–1947), lebte bis zu seinem Tod in Kalkutta, wo er eine Bank und einen Privatzoo leitete. 1919 gründete Ezra auf seinem Familiensitz in Foxwarren Park einen Privatzoo auf einer Fläche von 121,4 Hektar. Er ließ Volieren für exotische Vögel errichten, entwickelte eine Nektarmischung für Kolibris und schuf Teiche für Wasservögel. Weiter wurden Kängurus und Hirsche im Zoo gehalten. 1926 erhielt Ezra von seinem Bruder drei Paare der Rosenkopfente aus Westbengalen. 1929 kamen zehn weitere Exemplare hinzu, von denen Ezra vier seinem Freund Jean Théodore Delacour in Clères schenkte. Ein Zuchterfolg gelang jedoch bei der Rosenkopfente nie und so starb das letzte Exemplar in Foxwarren Park im Jahr 1932. Ezra konnte jedoch andere Erfolge verbuchen, darunter 1931 die britische Erstzucht des Balistars.
Ezras Tochter Ruth (1919–2007) war ebenfalls Vogelzüchterin und leitete gemeinsam mit ihrem Ehemann Raymond Sawyer (1924–2012) den Vogelpark Chestnut Lodge bei Cobham in Surrey.

## Mitgliedschaften
1915 wurde Ezra Ratsmitglied der Zoological Society of London und 1916 Mitglied der British Ornithologists’ Union, wo er von 1923 bis 1926 ins Gremium berufen wurde. 1926 wurde er zum Präsidenten der Avicultural Society gewählt. Ferner war Ezra Mitglied im British Ornithologists’ Club.

## Auszeichnungen und Dedikationsnamen
Für seinen Dienst bei der Britisch-Indischen Armee während des Ersten Weltkriegs in Europa erhielt Ezra den Order of the British Empire. 1953 wurde er mit der Goldmedaille der Zoological Society of London gewürdigt. 1926 benannte Delacour Aethopyga nipalensis ezrai, eine Unterart des Grünschwanz-Nektarvogels aus Vietnam, zu Ehren von Alfred Ezra. 1927 ehrte Delacour Ezras Frau Muriel Helene, geborene Sassoon (1897–1979) im Epitheton von Treron sieboldii murielae, einer Unterart der Sieboldgrüntaube.